# Пойнсетт, Джоэл Робертс
Джоэл Робертс Пойнсетт (англ. Joel Roberts Poinsett; 2 марта 1779, Чарльстон, Южная Каролина — 12 декабря 1851) — американский политический деятель, военный министр при президенте Мартине Ван Бюрене.

## Биография
Пойнсетт был сыном преуспевающего врача, прочившего своему наследнику карьеру юриста и политика. В молодости, однако, Пойнсетт не хотел следовать этой карьере и после нескольких лет, проведённых за изучением медицины в Коннектикуте и в Эдинбургском университете, уговорил отца отпустить его в путешествие по Европе с общеобразовательными целями. В 1801—1803 году он посетил ряд городов во Франции, Италии, Австрии и Баварии, некоторое время жил в Женеве у престарелого Жака Неккера. Получив в декабре 1803 года известие о тяжёлой болезни отца, Пойнсетт немедленно отплыл обратно в США, но уже не застал родителя в живых, а вскоре после этого на руках Пойнсетта умерла и его сестра, так что 25-летний молодой человек остался единственным наследником немалого состояния. Решив употребить его для дальнейших путешествий, Пойнсетт в 1806 году прибыл в Россию и при содействии генерального консула США в Санкт-Петербурге Л. Харриса был принят при дворе, а затем получил аудиенцию у императора Александра I. Был приглашен императором на российскую военную службу, но отклонил это предложение, сославшись на свое желание попутешествовать по России и ближе познакомиться со страной. Затем он предпринял продолжительную поездку на юг России, добравшись через Москву до Астрахани, а затем через Дербент, Баку и Эривань и до самой Персии. Вернувшись в Санкт-Петербург, был снова принят Александром I, который просил передать президенту Т. Джефферсону заверения в своем личном уважении к нему и заинтересованности в добрых взаимоотношениях между Россией и США, включая и торговые отношения. Пойнсетт вскоре покинул Россию в связи с обострением отношений между США и Великобританией, сулившим скорое начало войны.
В следующий раз Пойнсетт отправился в 1810 году из США в Чили и Аргентину, уже в статусе дипломатического представителя. В Чили он сблизился с руководителем страны Хосе Мигелем Каррерой, которому в дальнейшем безуспешно пытался помочь в поисках американской поддержки для возвращения к власти. Оказавшись вновь в США в 1815 году, он совершил ознакомительную поездку по стране, а в 1816 году был избран в палату представителей штата Южная Каролина. Отказавшись вновь отправиться посланником в Южную Америку, в 1820 году Пойнсетт был избран в Палату представителей Конгресса США. Однако уже в 1822 году он был направлен в Мексику специальным представителем американского правительства, а в 1825 году стал первым послом США в Мексике, сложив для этого депутатские полномочия.
В 1830 году Пойнсетт был отозван из Мексики и вернулся в Чарлстон. В 1830—1831 гг. он вновь занимал место в палате представителей штата, затем на некоторое время отошёл от политики, занимаясь приобретёнными плантациями. В 1837—1841 гг. Пойнсетт занял свою последнюю и наиболее высокую политическую должность, став военным министром в правительстве президента Мартина Ван Бюрена. В этом качестве он занимался преимущественно борьбой с индейцами, особенно в ходе семинольских войн.
Последние десять лет жизни Пойнсетт провёл как частное лицо и умер от туберкулёза.
Он был среди соучредителей Национального института по продвижению науки и полезных искусств (предшественника Смитсоновского института). По имени Пойнсетта, известного также как ботаник-любитель, назван цветок пуансеттия, в 1825 году завезенный им из Мексики в США.